# Ismee Tames
Ismee Maria Tames (1976) is als senior onderzoeker verbonden aan het NIOD en bijzonder hoogleraar geschiedenis en betekenis van verzet tegen onderdrukking en vervolging aan de Universiteit Utrecht.

## Biografie
Tames slaagde aan het Drachtster Lyceum met een gymnasiumdiploma in 1994. Daarna studeerde zij geschiedenis en politicologie aan de Universiteit van Amsterdam en promoveerde daar in 2006 op Oorlog voor onze gedachten over het publieke debat over oorlog in de Eerste Wereldoorlog in het neutraal gebleven Nederland. (Eerder had ze al onderzoeksopdrachten uitgeveoerd voor particuliere organisaties over onder andere segregatie in de regio Haaglanden, mobiliteit, leefbaarheid in grote steden, onderwijs, thuiszorg en muziekbeleid in Utrecht, meestal uitgevoerd via NYFER.) Vanaf 2003 publiceerde zij over de Eerste Wereldoorlog in Nederland wat uitmondde in haar proefschrift. Daarna publiceerde ze vaker over de Tweede Wereldoorlog en trad in dienst van het NIOD. Bij die laatste instelling is zij verbonden als programmaleider en senior onderzoeker. Ze bestudeerde onder andere de gevolgen van collaboratie.
Per 1 juli 2015 is prof. dr. I.M. Tames benoemd tot bijzonder hoogleraar geschiedenis en betekenis van verzet tegen onderdrukking en vervolging aan de Universiteit Utrecht, een leerstoel ingesteld door de Stichting 1940-1945. Haar inaugurele rede hield zij op 17 mei 2016 onder de titel Over grenzen waarin zij het antropologische begrip liminaliteit toepast op verzet.